# Sagittario (torpediniera)
Nave Sagittario è stata una torpediniera della Regia Marina e successivamente della Marina Militare.

## Storia
L'unità venne realizzata negli stabilimenti dei Cantieri del Quarnaro di Fiume dove lo scafo venne impostato sugli scali il 14 novembre 1935. La nave varata il 21 giugno 1936 è entrata in servizio il successivo 8 agosto e dopo aver trascorso il periodo di addestramento iniziale nelle acque di Pola, nel 1937 venne assegnata alla base di Trapani. Sempre nel corso del 1937 l'unità prese parte alla guerra civile spagnola, operando a contrasto del contrabbando di rifornimenti per le truppe spagnole repubblicane.

### 1940
All'ingresso dell'Italia nella seconda guerra mondiale la Sagittario faceva parte della X Squadriglia Torpediniere di base a La Spezia, che formava unitamente alle gemelle Vega, Sirio e Perseo. Al momento della dichiarazione la nave era ai lavori nell'Arsenale di La Spezia, una volta tornata in servizio fu assegnata a missioni di scorta inizialmente tra Libia e Sicilia (nonché di posa di mine nel canale di Sicilia) e poi in Egeo. Nella primavera del 1943 partecipò alle operazioni di evacuazione delle truppe italiane dalla Tunisia ormai prossima alla caduta. Complessivamente dal giugno 1940 al settembre 1943 la nave effettuò 170 missioni di guerra (139 di scorta, 11 di ricerca e caccia antisom, 20 di altro tipo).
L'11-12 ottobre 1940 la torpediniera scortò da Trapani a Tripoli i piroscafi Tembien e Zena.
Alle 5.30 del 15 novembre la Sagittario partì da Tripoli e scortò a Palermo un convoglio composto dalle motonavi Tergestea e Bainsizza e dal piroscafo Castelverde.
Alle cinque del pomeriggio del 27 novembre 1940 la torpediniera salpò da Trapani insieme alle gemelle Alcione, Sirio e Vega per un pattugliamento notturno nel canale di Sicilia mentre era in corso l'operazione britannica «Collar» (poi sfociata nella battaglia di Capo Teulada), che vedeva in mare il grosso della Mediterranean Fleet. Tuttavia delle quattro navi solo la Sirio, alle 00.33 del 28, effettuò un infruttuoso attacco con i siluri contro le navi inglesi, mentre la Sagittario, pur avendo individuato le unità nemiche alle 23.24, preferì non attaccare.

### 1941
Nella notte tra il 7 e l'8 gennaio 1941 la Sagittario e la Vega, insieme ai cacciatorpediniere Vivaldi, da Noli, Tarigo e Malocello, parteciparono alla posa dei campi minati «X 2» ed «X 3» (180 mine ciascuno) nelle acque a nord di Capo Bon.
Dal 28 al 30 marzo Sagittario, Circe ed Alcione vennero inviate, insieme a due MAS, a soccorrere il piroscafo tedesco Ruhr, silurato dal sommergibile britannico Utmost mentre era in navigazione in convoglio verso la Libia e preso a rimorchio dal cacciatorpediniere Dardo, e lo scortarono a Tripoli insieme ad un altro piroscafo silurato in un secondo tempo, il Galilea (entrambe le navi poterono essere salvate).
All'una del pomeriggio del 20 maggio 1941, durante la battaglia di Creta, la Sagittario, al comando del tenente di vascello Giuseppe Cigala Fulgosi, partì dal Pireo per scortare a Creta un convoglio di 38 tra caicchi e piroscafetti carichi di truppe tedesche (4000 Gebirgsjäger della 5. Gebirgs-Division), inclusa la piccola nave ospedale Brigitte, che avrebbero dovuto sbarcare sull'isola. Alle 13.51 la vecchia torpediniera Curtatone, che precedeva la Sagittario, urtò una mina e saltò in aria: la nave di Cigala Fulgosi diresse prontamente sul luogo dell'affondamento e, coadiuvata da alcune barche condotte da artiglieri tedeschi, recuperò 22 naufraghi, che trasbordò poi sul posamine Rovigno. Raggiunta anche da alcuni MAS, la Sagittario protrasse le ricerche sino alle quattro del pomeriggio, poi riprese la navigazione. Alle 17.15 la nave si ancorò al largo di Lavrion e rimase in attesa delle unità del convoglio, divise in due gruppi: il primo, proveniente da nord, arrivò quasi subito (e alle 17.45 la torpediniera imbarcò il capitano di fregata della Kriegsmarine Von Lipinski), il secondo, proveniente da Megara, venne avvistato alle 21.50, quindi, nel giro di dieci minuti, la Sagittario salpò per venirgli incontro, assumendo poi rotta per Milo con a rimorchio un motoveliero con problemi al motore. Alle cinque di mattina del 21 maggio il convoglio si era parzialmente disperso, quindi la torpediniera dovette tornare a Lavrion, dov'erano tornati diversi motovelieri in avaria, dando loro assistenza e prendendone alcuni a rimorchio. Infine Cigala Fulgosi decise di dividere il convoglio in due gruppi, le navi più veloci insieme alla Sagittario e quelle più lente in un secondo gruppo. Alle 12.40 la Sirio ed il primo gruppo si misero alla fonda a meridione di Milo, in attesa delle altre unità: fu presa la decisione di ripartire alle 19 (ora per cui si riteneva che il secondo gruppo sarebbe arrivato) lasciando a Milo le unità più lente ed in avaria e imbarcando sulla Sagittario le truppe a bordo di tali imbarcazioni, ma alle 16 Marisudest ordinò di restare a Milo per la notte, perciò la torpediniera e le imbarcazioni del primo gruppo si portarono all'àncora nella rada di Milo, raggiunte nel frattempo anche dal secondo gruppo. Alle 18.50 tutta la flottiglia era riunita nella rada, e risultò possibile riparare tutte le avarie alle varie imbarcazioni, consentendo così di non rinunciare a nessuna di esse. Alle 2.30 del 22 maggio le unità ripartirono alla volta di La Canea, su ordine di Marisudest, ma alle 7.30 un contrordine fece invertire la rotta, tornando verso Milo: entro le 8.15 tutte le navi del convoglio avevano assunto la nuova rotta.
Alle 8.35 venne avvistato tiro contraereo proveniente da navi lontane: Cigala Fulgosi ordinò subito il posto di combattimento e portò la Sagittario tra il convoglio e la formazione avversaria, non ancora visibile, poi alle 8.40, quando apparvero delle alberature, fece lanciare il segnale di scoperta. Alle 8.47 le navi si rivelarono essere tre incrociatori britannici con rotta verso sud: la Sagittario percorse tutto il lato del convoglio coprendolo con cortine fumogene, onde occultarlo alla vista delle navi inglesi. Alle 8.53 le navi nemiche diressero verso la Sagittario e sei minuti più tardi anche la torpediniera italiana, ultimata l'emissione di cortine fumogene, fece rotta verso la formazione britannica, che appariva composta da quattro incrociatori (si trattava dei moderni incrociatori leggeri Naiad e Perth e dei vetusti incrociatori antiaerei Calcutta e Carlisle) e due cacciatorpediniere (in realtà erano tre: Kandahar, Kingston e Nubian) in posizione più arretrata. Giunte a 18.000 metri le unità inglesi accostarono verso ovest, ed alle 9.03, da 12.500 metri, aprirono il fuoco. Molti colpi caddero estremamente vicino alla nave – che stava dirigendo verso est per farsi inseguire dalle navi avversarie e distogliere così la loro attenzione dalla flottiglia –, ma nessuno andò a segno. Quando la distanza si fu ridotta a 12.000 metri anche la Sagittario aprì il fuoco (tuttavia dopo poco uno dei cannoni s'inceppò), ed alle 9.06 la nave italiana accostò verso est per lanciare i propri siluri contro il secondo incrociatore: un minuto dopo vennero lanciati i due siluri di dritta. Alle 9.14 due colonne d'acqua furono viste levarsi all'altezza del torrione ed a centro nave del secondo incrociatore, che fu visto scomparire in una colonna di fumo alta un centinaio di metri, diradatasi la quale la nave inglese sembrò essere svanita, dunque affondata. Ad avere tale impressione fu tutto il personale in coperta della Sagittario, incluso il comandante tedesco Von Lipinski, ed anche l'equipaggio di un piroscafetto semidistrutto rimasto alla deriva nelle vicinanze: tuttavia nessuna unità inglese risulta affondata in questa occasione. Uno degli incrociatori britannici, il Naiad, rientrò ad Alessandria con due torri inutilizzate e la velocità limitata a non più di 16 nodi, ma i danni risultano essere stati prodotti non dai siluri della torpediniera, ma dai continui attacchi aerei tedeschi (da bordo della Sagittario, dopo il combattimento, fu avvistata una colonna di fumo salire dalla direzione in cui la formazione britannica si era allontanata ed era stata poi assalita dagli Stukas). La Sagittario, dato che la manovra di allontanamento verso est per farsi inseguire non stava riuscendo, invertì la rotta per continuare ad interporsi tra il convoglio e le navi inglesi. Alle 9.23 gli incrociatori inglesi, sia perché non sapevano cosa si celasse dietro la cortina fumogena, sia perché temevano, in caso di attacchi aerei tedeschi (che avvennero continuamente prima e dopo lo scontro) di non potersi difendere, essendosi estremamente ridotto il munizionamento, sia per la lentezza di Carlisle e Calcutta, accostarono verso sud e si ritirarono. Uno dei cacciatorpediniere – il Kingston –, al contrario, diresse per attaccare il Sagittario che reagì con i propri cannoni colpendolo alla terza o quarta salva, provocandogli qualche danno con un colpo alla plancia ed uno al fumaiolo. Alle 9.26 gli incrociatori britannici cessarono il fuoco presto imitati dal Kingston, che accostò a sud e si ritirò a sua volta. Alle 9.29 bombardieri tedeschi Junkers Ju 87 «Stukas» attaccarono le navi inglesi, ma alcuni velivoli attaccarono anche la nave italiana, scambiandola per una britannica: la Sagittario venne sottoposta a ben cinque attacchi aerei, durante i quali manovrò a tutta velocità, evitando così le bombe, senza rispondere al fuoco e mostrando bandiere italiane e tedesche: in questo modo, alle 9.40, i piloti degli Stukas, giunti al sesto attacco, compresero la nazionalità della nave e cessarono gli attacchi. Alle 9.55 la Sagittario tornò presso le navi del convoglio, disperse ma tutte intatte, ed alle undici, ultimata la riunione di caicchi e piroscafetti, venne ripresa la navigazione verso Milo, con la torpediniera a poppavia della flottiglia. Alle 12.15 la Sagittario, su indicazione della gemella Alcione, lasciò il convoglio ormai in vista di Milo e si porto ad una ventina di miglia per 200° da tale isola, ove alle 13.06 trovò il relitto galleggiante di un piroscafetto semidistrutto da un cacciatorpediniere: la torpediniera iniziò a recuperare i naufraghi, ma alle 13.30 giunse ordine di rientrare immediatamente a Milo. Cigala Fulgosi ritenne tuttavia di dover ultimare l'opera di soccorso che continuò sino alle 13.50, quando, non essendovi più nessuno in mare od a bordo del relitto, la Sagittario intraprese la navigazione di rientro alla velocità di 28 nodi (tra le 14.02 e le 14.07 vennero avvistati e salvati altri due naufraghi). Tra le 14.20 e le 14.27 la torpediniera si fermò nuovamente e prese a bordo i sette occupanti (tre tedeschi e quattro greci) di una scialuppa appartenente al piroscafetto affondato, tra cui anche il comandante di tale unità. Con a bordo oltre un centinaio di superstiti tra naufraghi del piroscafetto e membri dell'equipaggio di uno Stuka precipitato (tre dei naufraghi morirono a bordo, oltre ad uno recuperato già morto), alle 15.15 la Sagittario, mentre si trovava al largo di Antimilo, ricevette l'ordine di dirigere al Pireo alla massima velocità e fece quindi rotta per il porto greco a 28 nodi, ormeggiandosi alle 18.42. Nel corso dell'azione di Creta la nave aveva sparato complessivamente 23 salve per totali 56 colpi. Per tale azione il comandante Cigala Fulgosi venne decorato con la Medaglia d'oro al valor militare, mentre la Medaglia d'argento al valor militare venne conferita al S.T.V. Attilio Zanelli, comandante in seconda della nave, e al Maggiore G.N. Salvatore Grasso.
Sempre nel corso del 1941 la torpediniera venne modificata con l'eliminazione delle poco efficaci mitragliere da 13,2 mm e la loro sostituzione con 8 armi da 20/65 mm. Vennero inoltre imbarcati altri due lanciabombe di profondità.

### 1942
Alle 4.26 dell'8 febbraio 1942 la Sagittario (al comando del tenente di vascello Lanfranco Lanfranchi), mentre si trovava in posizione 38°41' N e 20°30' E (ad ovest delle isole greche di Leucade e di Cefalonia), venne scambiata per un'unità subacquea ed attaccata dal sommergibile britannico Proteus, che cercò di silurarla: la torpediniera reagì manovrando per speronare l'unità nemica, portando così ad una collisione tra il sommergibile semisommerso e la torpediniera, nella quale il Proteus ebbe danni ai timoni di profondità e la Sagittario riportò danni alla carena, squarciata in alcuni punti dai timoni (entrambe le unità ritennero al momento di aver affondato quella nemica). Per tale brillante azione, il T.V. Lanfranchi venne decorato con la medaglia d'argento al V.M., al secondo, S.T.V. Zanelli, venne conferita la medaglia di bronzo al V.M.
Alle sette e mezza della sera dell'11 agosto la nave lasciò Tobruk per scortare a Bengasi, insieme al posamine Selve, i piroscafi Sibilla ed Albachiara: dopo aver evitato tre siluri lanciati dal sommergibile britannico Taku alle 12.51 del 13 agosto in posizione 32°30' N e 20°08' E, il convoglio giunse indenne in porto alle 16.45 dello stesso giorno.
Alle 19 del 14 agosto la torpediniera salpò da Bengasi per scortare al Pireo, insieme alla gemella Pallade, il piroscafo tedesco Menes: il convoglio giunse indenne alle 9.30 del 17 agosto, dopo essere scampato a diversi attacchi tra Bengasi e Suda ed aver evitato – alle 8.07 del 15 agosto, una novantina di miglia nordest di Bengasi – quattro siluri lanciati dal sommergibile Taku.
Alle 12.58 del 19 ottobre 1942 la Sagittario stava scortando la nave cisterna Saturno ed i piroscafi Capo Orso, Beppe e Titania insieme ai cacciatorpediniere Ascari, da Noli, da Verrazzano, Oriani e Gioberti (il convoglio era partito due giorni prima alle 17), quando il convoglio venne attaccato dal sommergibile britannico Unbending, che lanciò quattro siluri: colpito, il Da Verrazzano affondò dopo un infruttuoso tentativo di traino, in posizione 35°12' N e 12°05' E. La Sagittario ne recuperò l'equipaggio. Più o meno contemporaneamente al Da Verrazzano anche il piroscafo Beppe venne colpito da un siluro lanciato dall’Unbending ed affondò alle 13.45, circa 28 miglia a sudovest di Lampione, nel punto 35°52' N e 12°05' E.
Il 30 novembre, alle undici di sera, la nave lasciò Napoli per scortare a Tripoli, insieme alle torpediniere Lupo, Ardito e Aretusa, il convoglio «C», formato dai piroscafi Chisone, Veloce e Devoli. Intorno alle otto di sera del 2 dicembre il convoglio fu attaccato da quattro aerosiluranti Fairey Albacore dell'821° ed 828° Squadron di Malta: l’Aretusa ed il piroscafo Veloce abbatterono due aerosiluranti con le proprie mitragliere, ma alle 20.15 il Veloce fu colpito da un siluro che lo incendiò. La torpediniera Lupo rimase sul posto per fornire assistenza, mentre il resto del convoglio proseguì verso la propria destinazione. Tra le 23.30 e la mezzanotte Lupo e Veloce furono attaccati dalla Forza K britannica ed affondati dopo un impari combattimento. Il resto del convoglio giunse a Tripoli alle sette di sera del 3 dicembre.
Alle sette del 21 dicembre la nave riprese il mare unitamente alla gemella Calliope per una missione di rastrello antisommergibile al largo della Tunisia, ma il tempo andò peggiorando sino a giungere alle 11.30 a mare agitato ed all'una del pomeriggio la Sagittario dovette tornare in porto per guasti all'apparato motore.

### 1943
Il 10 aprile 1943, nel corso di un attacco aereo durante una missione di scorta convogli, la torpediniera venne colpita con alcuni morti tra l'equipaggio.
Nella serata del 26 aprile il Sagittario lasciò Pozzuoli al comando del capitano di corvetta Antonio Cordero di Montezemolo per scortare un piroscafo a Biserta. Il 27 aprile, poco dopo mezzogiorno, la torpediniera venne attaccata e mitragliata da 25 cacciabombardieri: tre uomini rimasero uccisi ed altri venti feriti. Alle 13.40 le motosiluranti inglesi MTB 633, MTB 637 e MTB 639 attaccarono il convoglio, incendiando ed affondando il piccolo dragamine ausiliario R 32 Impero: la Sagittario aprì il fuoco e distrusse la MTB 639, mettendo in fuga le altre due dopo averne danneggiata una. Alle 14.45 il convoglio venne spezzonato da 40 cacciabombardieri: manovrando alla massima velocità, la Sagittario riuscì ad evitare danni. Alle 16.35, ad un'ora da Biserta, la formazione venne bombardata da 40 bombardieri Consolidated B-24 Liberator: nonostante questa serie di attacchi, la Sagittario giunse in porto pressoché indenne.
Nell'estate 1943 il Sagittario aveva base a Napoli ed era inquadrata nella I Squadriglia Torpediniere (con Aretusa, Lince, Sirio, Clio e Cassiopea).
All'annuncio dell'armistizio la Sagittario si trovava a Pola. Insieme alla corazzata Giulio Cesare ed alla corvetta Urania, la torpediniera lasciò la base istriana alle quattro del pomeriggio del 9 settembre 1943, facendo rotta dapprima su Cattaro (dove la Cesare avrebbe dovuto rifornirsi) e poi, in seguito a nuovi ordini, su Taranto. Poco fuori dall'imboccatura del porto di Pola un U-Boot tedesco si era posto in agguato per silurare la Cesare: la Sagittario, avvistato il sommergibile, manovrò per speronarlo ed impedì quindi la corretta esecuzione del lancio del siluro, che mancò la corazzata ed esplose contro gli scogli a riva. Le navi giunsero poi indenni a Taranto.
Sempre nel settembre 1943 la Sagittario partecipò a missioni di evacuazione delle truppe italiane da Corfù, assediata dai tedeschi.
Comandanti
Capitano di corvetta Edoardo Greppi (nato il 28 novembre 1906) (giugno - dicembre 1940)
Tenente di vascello Giuseppe Cigala Fulgosi (nato a Piacenza il 25 luglio 1910) (dicembre 1940 - luglio 1941)
Tenente di vascello Lanfranco Lanfranchi (nato a Venezia il 5 ottobre 1910) (luglio 1941 - luglio 1942)
Capitano di corvetta Vittorio Barich (nato a Trieste il 14 novembre 1910) (luglio 1942 - gennaio 1943)
Capitano Marco Notarbartolo di Sciara (nato a Venezia l'11 gennaio 1902) (gennaio - aprile 1943)
Capitano di corvetta Antonio Cordero di Montezemolo (nato a Mondovi' il 13 giugno 1908) (aprile - settembre 1943)

### Dalla cobelligeranza agli ultimi anni
Durante la cobelligeranza (1943-1945) la torpediniera effettuò missioni di scorta a naviglio mercantile alleato.
Il 27 novembre 1943, alle sette di sera, la nave lasciò Taranto per Augusta alla velocità di 18 nodi insieme alla gemella Calliope, giungendo nel porto siciliano alle dieci del mattino seguente.
In tutta la seconda guerra mondiale, dal 1940 al 1945, la Sagittario svolse complessivamente 342 missioni di guerra.
Nel dopoguerra l'unità fu tra le navi lasciate all'Italia dal trattato di pace e passò quindi alla Marina Militare.

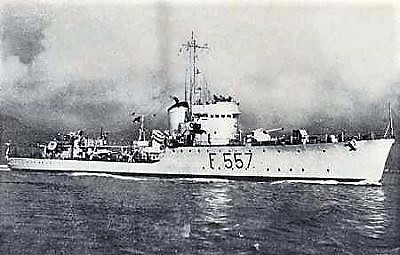
Il Sagittario nel 1960

Dal 1947 al 1953 venne impiegata in Adriatico, con funzioni anticontrabbando e di vigilanza alla pesca.
Nel 1949 la Sagittario venne riclassificata corvetta veloce e sottoposta a grandi lavori di ammodernamento, che comportarono l'eliminazione di un cannone da 100/47 mm e dei 4 tubi lanciasiluri, mentre vennero imbarcate 6 mitragliere da 40/39 mm ed un lanciatore antisommergibile «Porcospino». In seguito all'ingresso dell'Italia nella NATO la nave ricevette inoltre (1953) la nuova sigla identificativa F 557. Tra il 1952 ed il 1953 la Sagittario venne riconvertita per esperienze con gli armamenti.
La nave prese inoltre parte ad esercitazioni insieme ad unità della NATO.
Il 29 giugno 1954 la Sagittario, con a bordo l'ammiraglio De Pace, presenziò, insieme ai dragamine Faggio e Daino, all'immersione della statua del Cristo degli abissi nelle acque della baia di San Fruttuoso di Camogli.
Nel 1959 assunse il ruolo di nave appoggio del comando MM. SS., ruolo che mantenne sino alla radiazione.
Ultima della classe ad essere radiata, il 1º ottobre 1964, l'anziana Sagittario venne avviata alla demolizione.

## Nome
Questa è stata la seconda unità a portare il nome Sagittario dalla omonima costellazione. La prima era una torpediniera classe Aldebaran, che varata presso i Cantieri Thornycroft di Londra nel 1882 ed entrata a far parte della Regia Marina nel 1883, venne radiata nel 1904.
Successivamente il nome Sagittario è stato dato ad una fregata lanciamissili Classe Lupo, varata nel 1977 ed entrata in servizio il 18 novembre 1978. Dopo essere andata in disarmo il 31 ottobre 2005 è stata ceduta il 23 gennaio 2006 alla Marina de Guerra del Perú, dove è stata ribattezzata Quiñónes entrando in servizio il 22 gennaio 2007 dopo essere stata riallestita dalla Fincantieri nello stabilimento di Muggiano.